# Tiffani Thiessen
Tiffani Amber Thiessen (Long Beach, 23 de Janeiro de 1974) é uma atriz estadunidense.

## Biografia
Thiessen começou sua carreira aos 9 anos de idade como modelo. Já em 1987, aos 13 anos, venceu o seu primeiro concurso de beleza recebendo o título de Miss América Júnior, e pouco tempo depois também ganhou o concurso de modelos promovido pela famosa revista Teen.
A sua estreia na TV foi nas séries The Hogan Family e Married with Children. No entanto, o seu primeiro papel regular foi na série Saved by the Bell, que mais tarde passaria a se chamar Saved by the Bell: The College Years, além de diversos telefilmes baseados no programa; em todos ela interpretou Kelly Kapowski.
Ela ficou por quatro temporadas em Beverly Hills, 90210. A sua presença na série impulsionou a sua carreira, o que lhe ajudou a conseguir papéis em diversos telefilmes como She Fought Alone, Sweet Dreams e Buried Secrets.
Após deixar a série, Thiessen também passou a se dedicar ao cinema, onde coleciona uma lista de filmes dos mais variados tipos, como Speedway Junky, Love Stinks, The Ladies Men, Hollywood Ending e recentemente fez uma ponta em Cyborg Soldier.
Em 2002, Thiessen entrou para o elenco da série de ação Fastlane, onde contracenou ao lado de Peter Facinelli, o marido de sua melhor amiga Jennie Garth, com quem trabalhou em Beverly Hills, 90210. A atriz também já participou dos seriados Step by Step, Cupid, NewsRadio, Full House, Just Shoot Me! e Good Morning, Miami.
Em 2008, Thiessen foi confirmada na série, White Collar.

## Vida pessoal
Thiessen já namorou o colega Brian Austin Green, e foi noiva do ator Richard Ruccolo.
Em 2005, se casou com Brady Smith, e em 15 de junho de 2010, nasceu a primeira filha do casal: Harper Renn Smith.

## Filmografia

### Filmes
| Ano  | Título                                                   | Papel              | Notas          |
| ---- | -------------------------------------------------------- | ------------------ | -------------- |
| 1992 | Saved by the Bell: Hawaiian Style                        | Kelly Kapowski     | Filme de TV    |
| 1992 | A Killer Among Friends                                   | Jenny Monroe       | Filme de TV    |
| 1993 | Son in Law                                               | Tracy              |                |
| 1994 | Saved by the Bell: Wedding in Las Vegas                  | Kelly Kapowski     | Filme de TV    |
| 1995 | The Stranger Beside Me                                   | Jennifer Gallagher | Filme de TV    |
| 1995 | She Fought Alone                                         | Caitlin Rose       | Filme de TV    |
| 1996 | Sweet Dreams                                             | Alison Sullivan    | Filme de TV    |
| 1996 | Buried Secrets                                           | Annalisse Vellum   | Filme de TV    |
| 1999 | Speedway Junky                                           | Wilma Price        |                |
| 1999 | From Dusk Till Dawn 2: Texas Blood Money                 | Pam                | Vídeo          |
| 1999 | Love Stinks                                              | Rebecca Melini     |                |
| 2000 | Ivans XTC                                                | Marie Stein        |                |
| 2000 | The Ladies Man                                           | Honey DeLune       |                |
| 2000 | Shriek If You Know What I Did Last Friday the Thirteenth | Hagitha Utslay     | Vídeo          |
| 2001 | Everything But the Girl                                  | Denise             | Filme de TV    |
| 2001 | A Christmas Adventure from a Book Called Wisely's Tales  | Vixen (voz)        | Vídeo          |
| 2002 | Hollywood Ending                                         | Sharon Bates       |                |
| 2005 | Just Pray                                                | Diretora           | Curta-metragem |
| 2006 | Stroller Wars                                            | Lainey             | Filme de TV    |
| 2007 | Pandemic                                                 | Dr. Kayla Martin   | Filme de TV    |
| 2008 | Cyborg Soldier                                           | Lindsey Reardon    | Vídeo          |

### Televisão
| Ano  | Título                               | Papel                        | Notas                                           |
| ---- | ------------------------------------ | ---------------------------- | ----------------------------------------------- |
| 1989 | Live-In                              |                              | Episódio: "Mommy and Me and Au Pair Make Three" |
| 1989 | Saved by the Bell                    | Kelly Kapowski               | 74 episódios (1989–1993)                        |
| 1990 | Charles in Charge                    | Jennifer                     | Episódio: "There's a Girl in My Ficus"          |
| 1990 | Married... with Children             | Heather McCoy                | Episódio: "What Goes Around Came Around"        |
| 1990 | The Hogan Family                     | Brooke                       | 2 episódios                                     |
| 1992 | Step by Step                         | Tina Gordon                  | Episódio: "Daddy's Girl"                        |
| 1992 | Blossom                              | Ricki                        | Episódio: "Driver's Education"                  |
| 1992 | The Powers That Be                   | Barbara                      | Episódio: "The Intern"                          |
| 1993 | Saved by the Bell: The College Years | Kelly Kapowski               | 18 episódios (1993–1994)                        |
| 1994 | Burke's Law                          | Andrea Pierce                | Episódio: "Who Killed Romeo?"                   |
| 1994 | Beverly Hills, 90210                 | Valerie Malone               | 136 episódios (1994–2000)                       |
| 1999 | Cupid                                | Stephanie MacGregor          | Episódio: "The Children's Hour"                 |
| 1999 | NewsRadio                            | Foxy Jackson                 | Episódio: "Assistant"                           |
| 2000 | Two Guys and a Girl                  | Marti                        | 8 episódios                                     |
| 2001 | Just Shoot Me!                       | Amy Watson                   | 3 episódios                                     |
| 2002 | Fastlane                             | Wilhelmina 'Billie' Chambers | 22 episódios (2002–2003)                        |
| 2003 | Good Morning, Miami                  | Victoria Hill                | 11 episódios (2003–2004)                        |
| 2007 | What about Brian                     | Natasha Drew                 | 5 episódios                                     |
| 2009 | White Collar                         | Elizabeth Burke              | 76 episódios (2009–2014)                        |
| 2012 | Jake and the Never Land Pirates      | Bruxa (voz)                  | 2012–2016                                       |
| 2017 | American Housewife                   | Celeste                      | Episódio: "Dude, Where's My Napkin"             |
| 2017 | Food Network Star                    | Ela mesma                    | Episódio: "Summer Party Playoffs"               |
| 2018 | Alexa & Katie                        | Lori Mendoza                 | 2018–presente                                   |